# Zsuzsanna Szabó-Olgyai

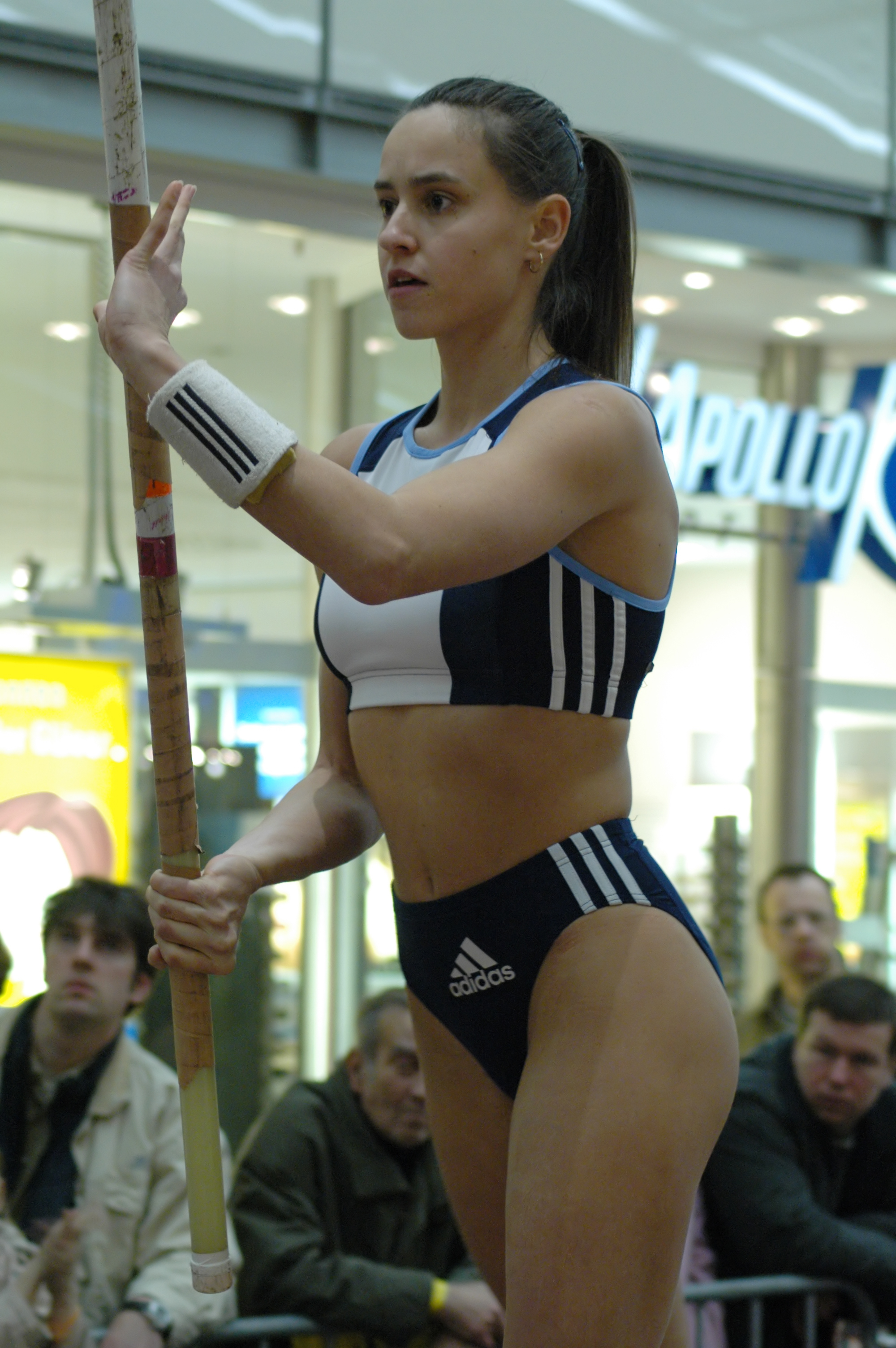
Zsuzsanna Szabó-Olgyai in Potsdam 2005

Zsuzsanna Szabó-Olgyai (* 6. Mai 1973 als Zsuzsanna Szabó in Oroszlány) ist eine ungarische Stabhochspringerin.
1998 wurde sie bei den Halleneuropameisterschaften in Valencia Sechste und bei den Europameisterschaften in München Achte. 
Im Jahr darauf stellte sie mit 4,51 m einen Halleneuroparekord auf, gewann Bronze bei den Hallenweltmeisterschaften in Maebashi und wurde Vierte bei den Weltmeisterschaften in Sevilla.
Bei den Olympischen Spielen 2000 in Sydney schied sie ebenso in der Qualifikation aus wie bei den Europameisterschaften 2002 in München und den Weltmeisterschaften 2003 in Paris/Saint-Denis.
Sechsmal wurde sie im Freien (1995, 1996, 1998–2000, 2003) und zweimal in der Halle (1997, 1998) Ungarische Meisterin.

## Persönliche Bestleistungen
- Stabhochsprung: 4,40 m, 21. August 1999, Sevilla
  - Halle: 4,51 m, 4. Februar 1999, Budapest